# Райман, Джефф
Джефф Ра́йман (англ. Geoff Ryman; род. 1951, Канада) — канадский педагог, прозаик, автор произведений в жанре фантастики. Впервые заявил о себе в 1976 (рассказ «Дневник переводчика»). С тех пор выпустил восемь романов и имеет ряд премий жанра.

## Биография
Джефф Райман родился в Канаде в 1951 году. С 11 лет жил в США, окончил Университет штата Калифорния в Лос-Анджелесе с дипломом филолога и историка (бакалавр). Вёл писательские курсы в известных мастерских «Clarion» и «Clarion West», в 2003—2004 гг. был старшим преподавателем на факультете английской словесности университета Ньюкасла. Вместе с группой писателей участвовал в арт-проекте «USEXCO» на Эдинбургском фестивале 1991 года. Занимался исследованиями Древней Камбоджи, за время археологических экспедиций были написаны повести «The Last Ten Years in the Life of Hero Kai», «Красивая дочь Пол Пота» (Pol Pot’s Beautiful Daughter) и «The King’s Last Song» (о кхемрском короле Джаявармане VII). Сейчас проживает в Англии, где ведёт курсы писательского мастерства на филологическом факультете Университета Манчестера.

## Премии
- «Всемирная премия фэнтези», 1985 — «Непокорённая страна» (англ. The Unconquered Country) (в номинации Повесть);
- Всемирная премия фэнтези (англ. British Science Fiction Award), 1985 — «Непокорённая страна» (англ. The Unconquered Country) (в номинации Малая форма);
- «Всемирная премия фэнтези», 1988 — «Love Sickness» (в номинации Повесть);
- Премия Артура Кларка (англ. Arthur C. Clarke Award), 1990 — Сад ребенка (англ. The Child Garden) (в номинации Роман);
- Премия имени Джона Кэмпбелла (англ. John W. Campbell Award), 1990 — «Сад ребенка» (англ. The Child Garden) (в номинации Лучший НФ-роман);
- Премия имени Филипа Дика (англ. Philip K. Dick Award), 1999 — «253» (англ. 253: A Novel for the Internet in Seven Cars and a Crash) (в номинации Лучшая НФ-книга в США);
- Премия имени Джеймса Типтри-младшего, 2006 — «Воздух» (англ. Air) (в номинации Роман);
- Британская премия по Научной фантастике (англ. British Science Fiction Award), 2006 — «Воздух» (англ. Air) (в номинации Роман);
- Премия Артура Кларка (англ. Arthur C. Clarke Award), 2006 — «Воздух» (англ. Air) (в номинации Роман).